# Thiou

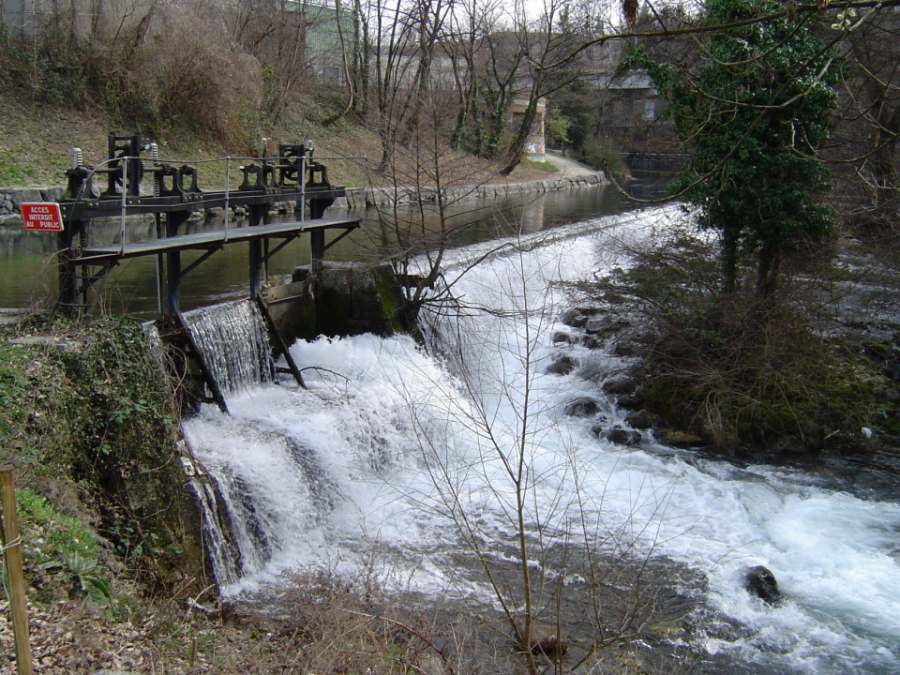
Thiou i höjd med Cran-Gevrier, mars 2004.

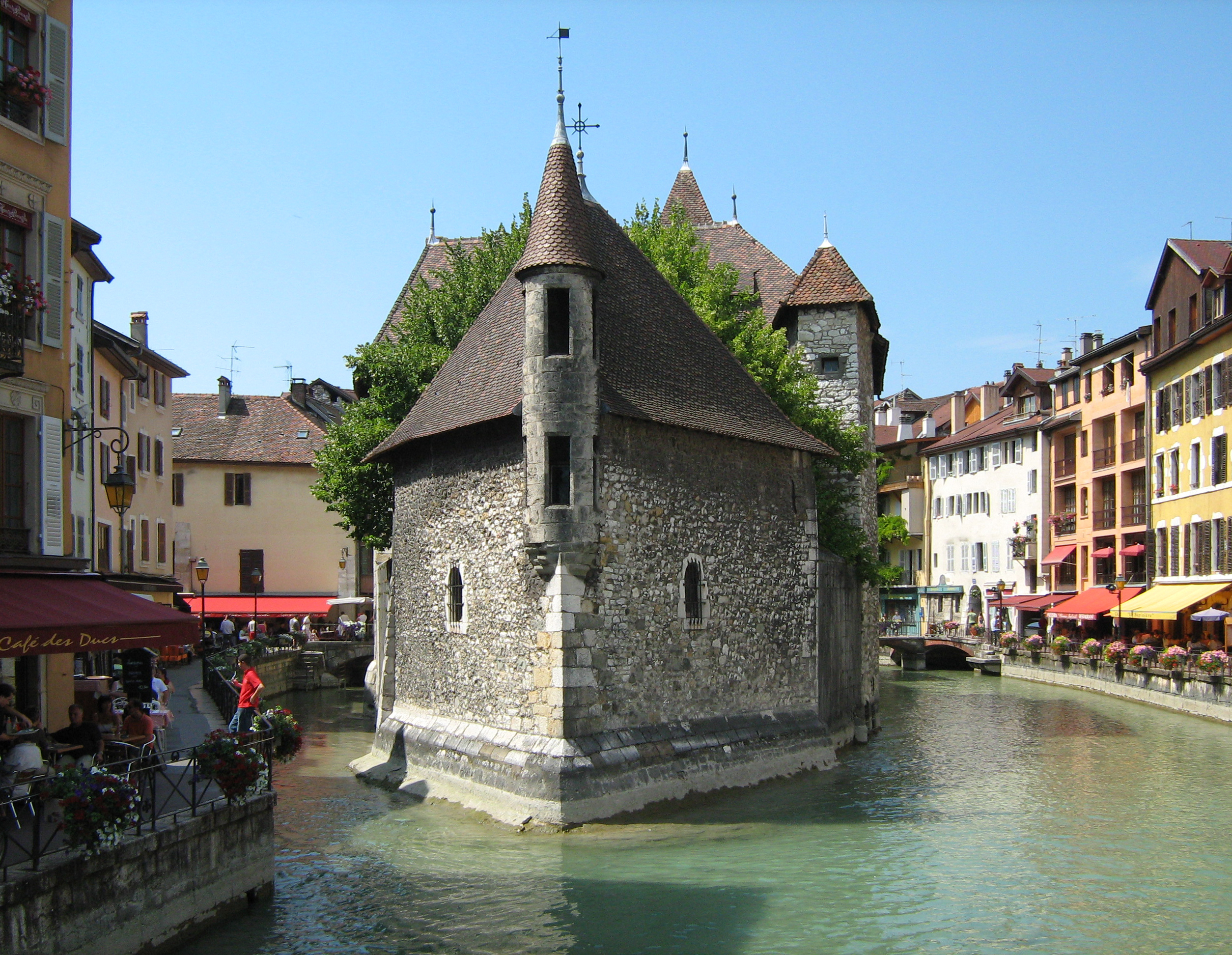
Thiou i Annecy.

Thiou är en liten flod i Frankrike som rinner mellan Annecysjön och floden Fier. Med sina 3,5 kilometer är det landets kortaste flod.
Thiou har under flera hundra år tjänat som energikälla till olika industrier.